# Келли, Уолтер
Уолтер Кроуфорд «Уолт» Келли (25 августа 1913 — 18 октября 1973) — американский художник комиксов и карикатурист, более всего известный как автор политико-сатирического газетного комикса Пого в жанре философско-политической сатиры.

## Юность
Уолтер Келли родился в ирландско-американской семье в Филадельфии, штат Пенсильвания. Когда ему было два года, семья переехала в Бриджпорт, штат Коннектикут. После окончания средней школы в 1930 году Келли работал на случайных работах, пока не устроился ведущим колонки криминальных новостей в газете Bridgeport Post. Параллельно с работой журналиста создал серию иллюстраций по биографии уроженца Бриджпорта Тейлора Барнума. Тогда же Уолтер Келли подружился с художниками Митоном Канифф и Элем Кэппом.

## Работа на студии Диснея
В 1935 году он переехал в Южную Калифорнию и устроился на работу в Walt Disney Studios в качестве художника по раскадровке. В 1939 году перешёл в отдел анимации. Келли работал на студии Диснея до 1941 года и участвовал в создании многих мультфильмов студии того времени («Белоснежка и семь гномов», «Дамбо», Фантазия и другие). Он покинул Диснея в 1941 году во время забастовки художников-мультипликаторов, не желая поддерживать ту или иную сторону конфликта.

## Комиксы Делл
В 1940-е годы Келли работал художником в издательстве комиксов Dell Comics. Первоначальной работой Уолтера Келли была серия комиксов по мотивам сказок и детских считалок, связанных с празднованием Рождества и Пасхи. Причём Уолтер был не только художником, но и нередко сценаристом своих рисованных историй. Также Уолтер создал серию комиксов по мотивам юмористических короткометражных фильмов «Пострелята». В тот же период художник создал несколько комиксов, посвящённых не очень широко известным за пределами США детским персонажам — таким, например, как Тряпичная Энни. Он оформлял обложки детских книг, журналов.
Состояние здоровья не позволяло Уолтеру Келли служить в армии. Несколько раз его привлекали для иллюстрирования инструкций армейского журнала Foreign Language Unit. В 1943 году художник придумал своего самого знаменитого персонажа — опоссума Пого, комиксы с участием которого впервые появились в Animal Comics издательства Dell.

## Пого
После Второй мировой войны он некоторое время рисовал политические карикатуры для ряда газет, в частности, в 1948—1949 годах работал в недолго существовавшей газете New Star, где 4 октября 1948 года вышла первая отдельная история о Пого его авторства. В мае 1949 года, через четыре месяца после прекращения существования газеты, он приобрёл авторские права на своих персонажей, что не было распространено в то время, и в течение 26 лет придумывал новые истории о Пого, направляя их в различные газеты (первоначально в New York Post), которые ввиду огромной популярности комикса охотно их приобретали.

## Творческое наследство
В последние годы жизни тяжело болел диабетом, перенёс ампутацию ноги. Уолтер Келли считается одним из крупнейших американских художников комиксов и карикатуристов XX века. С 1954 по 1956 год он был председателем Национального общества карикатуристов, также был первым художником комиксов, чьи работы были включены в состав Библиотеки Конгресса США. В 1951 и 1972 годах получал премии от Национального общества карикатуристов. Известен также его конфликт с сенатором-антикоммунистом Джозефом Маккарти, который в его комиксе был сатирически изображён в виде персонажа Дж. Маларки (англ. Simple J. Malarkey), антропоморфной рыси с дробовиком, помешанной на истреблении коммунистов.